# 生活大爆炸 (第十二季)
《生活大爆炸》（第十二季及最終季）是哥伦比亚广播公司發行的美国情景喜剧，於2018年9月24日星期一首播，至2019年5月16日星期四完結，共有24集。在2018年9月27日第二集起，本季改回到之前的星期四時段。
在2017年3月，CBS宣布《生活大爆炸》續訂兩季，其將續播至2018-19年度，總共十二季。2018年8月22日，CBS和華納兄弟電視公司正式宣布第十二季將是本劇的最後一季。這源於吉姆·帕森斯決定如果本劇要續訂第十三季，他就會在第十二季結束時離開節目。本劇於2019年5月16日以時長共1小時的兩集背靠背結局作完結。
2019年3月28日，《生活大爆炸》第276集开拍（本季第21集），成为电视历史上制作时间最长的多镜头情景喜剧。
2019年4月24日，《生活大爆炸》开始了最后一集的剧本讨论。4月30日，最后一次录制完毕，全剧杀青，所录制的剧集为本季第24集（全剧第279集）。剧终集后播出了由约翰尼·盖尔克奇与凯莉·库柯主持的特别制作幕后特辑《Unraveling The Mystery: A Big Bang Farewell》来揭开《生活大爆炸》拍摄的幕后故事并回顾全剧走过的12年历程。

## 概述
潘妮在大結局揭露懷孕了，她和里安納即將組成一個小家庭。伯納黛特和侯活開始能夠熟練地照顧兩個孩子，並在家庭和工作之間取得平衡。薛爾登和艾米因超不對稱的研究成果而獲得了諾貝爾物理學獎，薛爾登也在最後學會珍惜身邊的人。雷傑在與亞努分開後回復單身，也是劇終時大夥們中唯一單身的一個。斯圖爾特和丹妮絲成為情侶，並在最後同居了。

## 角色
| - 约翰尼·盖尔克奇 飾演 里安納·荷夫斯特博士 - 吉姆·帕森斯 飾演 薛爾登·高栢博士 - 凯莉·库柯 飾演 潘妮 - 西蒙·黑尔贝格 飾演 霍华德·沃洛维兹 - 昆瑙·纳亚尔 飾演 雷傑·高化波里博士 - 马伊姆·拜力克 飾演 艾米·法拉·福勒博士 - 梅丽莎·劳奇 飾演 伯納黛特·羅斯坦考斯基博士 - 凱文·薩斯曼 飾演 斯圖爾特·布魯姆 - 奈爾·德葛拉司·泰森 飾演 他自己 - 比爾·奈 飾演 他自己 - 威廉·夏特纳 飾演 他自己 - 凯文·史密斯 飾演 他自己 - 卡里姆·阿卜杜勒-贾巴尔 飾演 他自己 - 喬·曼根尼羅 飾演 他自己 - 艾倫·狄珍妮 飾演 她自己 - 乔治·斯穆特 飾演 他自己 - 基普·索恩 飾演 他自己 - 弗朗西丝·阿诺德 飾演 她自己 - 莎拉·蜜雪兒·吉蘭 飾演 她自己 - 馬克·漢米爾 飾演 他自己 | - 克莉絲汀·巴倫絲基 飾演 貝弗利·荷夫斯特博士 - 布賴恩·波森 飾演 伯特·基布勒博士 - 布萊恩·喬治 飾演 V.M.高化波里博士 - 勞倫·拉普庫斯 飾演 丹妮絲 - 凯斯·卡拉定 飾演 懷亞特 - 拉提·古普塔 飾演 亞努 - 鮑勃·紐哈特 飾演 阿瑟·杰弗里斯博士/質子教授 - 約書亞·馬利納 飾演 西伯特校長 - 約翰·羅斯·博維 飾演 巴里·克里普克博士 - 布萊恩·托馬斯·史密斯 飾演 扎克·約翰遜 - 林賽·卡夫 飾演 瑪麗莎·約翰遜 - 凱爾朋·蘇雷什·默迪 飾演 凱文·坎貝爾博士 - 辛·艾斯丁 飾演 格雷格·彭伯頓博士 | - 泰勒 飾演 拉里·福勒 - 凱西·貝茲 飾演 福勒夫人 - 傑瑞·奧康內爾 飾演 小喬治·高栢 - 羅伯特·吳 飾演 譚阮 - 瑪麗貝絲·夢露 飾演 李博士 - 伊恩·阿米塔吉 飾演 少年時期的薛爾登 - 蘭斯·巴伯 飾演 老喬治·高栢 - 蒙大拿·喬丹 飾演 少年時期的小喬治·高栢 - 安迪·達利 飾演 內森 - 威尔·惠顿 飾演 他自己 - 蕾吉娜·金 飾演 珍妮·戴維斯 - 托德·吉本海恩（Todd Giebenhain） 飾演 米契 |

## 剧集
| 總集數 | 集數 （季） | 標題                                           | 導演            | 編劇 | 首播日期       | 製作 代碼 | 美國收視人數 （百萬） |
| --- | ----------- | ---------------------------------------------- | --------------- | --- | -------------- | --------- | --------------------- |
| 256 | 1           | 夫妻的配置 The Conjugal Configuration          | 马克·森卓斯基   | 故事：查克·洛尔、埃里克·卡普兰、塔拉·埃爾南德斯（Tara Hernandez） 劇本：史蒂夫·霍蘭德、瑪麗亞·法拉利（Maria Ferrari）、傑里米·豪（Jeremy Howe）                       | 2018年9月24日  | T12.16001 | 12.92                 |
| 薛爾登和艾米開始了蜜月之旅，他們首先去加州樂高樂園，然後前往纽约。薛爾登堅持安排他們的婚姻關係日程，這讓艾米感到很大壓力。薛爾登說他這樣做只是為了提醒自己與她保持親密。他們最終妥協，讓薛爾登制定日程而艾米不需要遵守。里安納和潘妮在薛爾登和艾米的公寓裡發現拉里·福勒先生，他正躲著他的妻子福勒夫人。里安納注意到他自己的婚姻與福勒夫妻有很多相似之處，這冒犯了潘妮。里安納道歉，而潘妮則說服福勒太太讓她丈夫放鬆一下。當福勒夫人想經常和她一起出去玩時，潘妮把拉里嚇跑了。雷傑在推特上挑起與奈爾·德葛拉司·泰森的爭執，但在電話中對峙時被嚇跑了。然後尼爾也打電話給比爾·奈嚇唬他。 標題出處: 薛爾登試圖安排他和艾米的婚姻生活日程。 |             |                                                |                 | |                |           |                       |
| 257 | 2           | 結婚禮物的蟲洞 The Wedding Gift Wormhole       | 馬克·森卓斯基   | 故事：史蒂夫·霍蘭德、史蒂文·莫拉羅、瑪麗亞·法拉利 劇本：戴夫·格奇（Dave Goetsch）、艾力·卡普蘭、安迪·戈登                                                             | 2018年9月27日  | T12.16002 | 12.04                 |
| 薛爾登和艾米打開結婚禮物時，無法弄清楚里安納和潘妮送給他們的玻璃碎片的用途。他們認為這一定是尋找真正禮物的尋寶遊戲的線索。薛爾登和艾米最終在他們第一次見面的咖啡店裡找到了一個丟失的挂墜盒，發現他們認為一定是真正的禮物。玻璃碎片實際上是雷傑送給霍華德和伯納黛特的一根水晶脈輪魔杖，霍華德和伯納黛特又把它送給了里安納和潘妮，他們最後把它當作笑話送了出去。當里安納和潘妮收到一張他們必須用來解鎖WiFi的編碼感謝信時，他們覺得沒那麼有趣了。在薛爾登和艾米的婚禮上與他的員工丹妮絲親熱後，斯圖爾特終於約丹妮絲出去了；在準備約會時，他發生了“噴霧型人工日曬膚色劑事故”，但她只是覺得很有趣，仍然和他一起出去。雷傑對其他人都有伴侶感到沮喪，並要求他的父親為他安排婚姻。 標題出處: 薛爾登和艾米尋找結婚禮物的意思的旅程。 |             |                                                |                 | |                |           |                       |
| 258 | 3           | 生育的計算 The Procreation Calculation         | 馬克·森卓斯基   | 故事：查克·洛爾、塔拉·埃爾南德斯、亞當·法伯曼（Adam Faberman） 劇本：史提夫·霍蘭德、瑪麗亞·法拉利、安東尼·德爾·布羅科洛（Anthony Del Broccolo）                       | 2018年10月4日  | T12.16003 | 12.29                 |
| 雷傑會見了父親為他安排的伴侶亞努。亞努威嚴的個性和務實的婚姻方式讓雷傑大吃一驚，但他同意繼續嘗試約會。霍華德批評雷傑，然後很快就道歉；他只是沒想到雷傑會放棄一貫的浪漫。雷傑向亞努承認了這一點，所以亞努向他求婚，而雷傑答應了。雷傑還向里安納和潘妮發送了一份關係調查問卷，很快發現潘妮不認為自己想要孩子，這讓希望有一天要孩子的里安納很不高興；他們的朋友在這個問題上不停地糾纏他們。在告訴潘妮的父親懷亞特後，他也很沮喪，里安納告訴潘妮他會接受的，因為他從未想過會在自己的生命中擁有她。為了讓他忘掉這件事，潘妮租給里安納一輛蝙蝠車開車去玩一整天。與此同時，斯圖爾特開始在晚上把丹妮絲帶回家，這讓霍華德和伯納黛特非常不舒服。當他們也試圖開心地玩時，卻只會吵醒孩子們。 標題出處: 里安納和潘妮試圖決定是否要孩子。 |             |                                                |                 | |                |           |                       |
| 259 | 4           | 譚的湍流 The Tam Turbulence                    | 馬克·森卓斯基   | 故事：史提夫·霍蘭德、史蒂文·莫拉羅、瑪麗亞·法拉利 劇本：戴夫·格奇、艾力·卡普蘭、傑里米·豪                                                                             | 2018年10月11日 | T12.16004 | 12.94                 |
| 薛爾登來自德克薩斯州的兒時玩伴譚正和兒子一起參觀大學。薛爾登不想見到他，其他人則想知道為什麼薛爾登從來沒有提到譚。譚不知道薛爾登生他的氣，以為他們只是自然而然地疏遠了，而薛爾登的哥哥佐治也不知道原因。薛爾登最終透露譚曾承諾會和他一起搬到加利福尼亞，但後來交了一個女朋友並和她住在一起，讓薛爾登感覺被拋棄了。譚和薛爾登和好如初，薛爾登讓里安納開車載譚去機場。與此同時，潘妮和伯納黛特想了解亞努，而她在酒店業的人脈給她們留下了深刻的印象。她們告訴亞努關於雷傑的尷尬事情，並想知道她們是否可以再次和她約出去玩。 標題出處: 離開20年後，譚重新出現在薛爾登的生活中所引起的焦慮。 |             |                                                |                 | |                |           |                       |
| 260 | 5           | 天文館的碰撞 The Planetarium Collision         | 馬克·森卓斯基   | 故事：艾力·卡普蘭、安迪·哥頓、艾力士·艾爾斯（Alex Ayers） 劇本：史提夫·霍蘭德、瑪麗亞·法拉利、塔拉·埃爾南德斯                                                         | 2018年10月18日 | T12.16005 | 12.22                 |
| 薛爾登對艾米沒有時間和他一起研究超不對稱項目感到惱火，因此他說服西伯特校長讓她從她自己在大學的項目中撤出。艾米對他們倆都很生氣，因為她想在婚姻之外仍然擁有自己的身份。面對艾米時，西伯特向她道歉，但表示大學很難將她的項目還給她。在夢中與阿瑟·謝菲斯交談後，薛爾登向艾米道歉，他們倆都談到了他們對婚姻的恐懼。與此同時，雷傑不想讓霍華德加入他在天文館的表演，認為他只會利用他的太空人身份來宣傳自己。雷傑最終讓霍華德加入，他和霍華德一直在互相稱讚，這讓伯納黛特、里安納和潘妮感到驚訝。 標題出處: 霍華德與雷傑在天文館的工作發生衝突。 |             |                                                |                 | |                |           |                       |
| 261 | 6           | 模仿的擾動 The Imitation Perturbation          | 馬克·森卓斯基   | 故事：史提夫·霍蘭德、瑪麗亞·法拉利、塔拉·埃爾南德斯 劇本：艾力·卡普蘭、傑里米·豪、亞當·法伯曼                                                                         | 2018年10月25日 | T12.16006 | 12.99                 |
| 萬聖節時霍華德在工作中打扮成薛爾登的模樣，這傷害了薛爾登的感情，並拒絕為此道歉。伯納黛特向艾米透露，她製作霍華德的服裝是為了報復薛爾登經常嘲笑霍華德的工程技術，並侮辱哈雷說她的外表與温斯顿·丘吉尔相似。薛爾登和艾米對此感到震驚，他們在里安納和潘妮的派對上裝扮成霍華德和伯納黛特，這激怒了伯納黛特。薛爾登和伯納黛特後來因為他們痛苦的童年回憶而聯繫起來。里安納對潘妮似乎不記得他們的初吻是在2007年的萬聖節時發生感到沮喪。潘妮後來承認她確實記得，但不喜歡將他們的初吻視作不浪漫的醉酒勾搭。潘妮喜歡想像他們的初吻是他們在里安納28歲生日時發生的，這讓他很高興。 標題出處: 霍華德在萬聖節打扮成薛爾登，而作為回應，薛爾登和艾米則打扮成霍華德和伯納黛特。 |             |                                                |                 | |                |           |                       |
| 262 | 7           | 撥款分配的推導 The Grant Allocation Derivation | 馬克·森卓斯基   | 故事：艾力·卡普蘭、安東尼·德爾·布羅科洛、艾力克斯·揚克斯（Alex Yonks） 劇本：史提夫·霍蘭德、戴夫·格奇、瑪麗亞·法拉利                                                  | 2018年11月1日  | T12.16007 | 12.64                 |
| 西伯特校長委派里安納以撥款的形式分配一些額外的大學資金，因此每個人都開始奉承里安納。潘妮很欽佩里安納的果斷，但當他無法在雷傑、克里普克和與烏鴉一起工作的鳥類學家李博士之間做出決定時，她便不以為然了。里安納意識到不管他把撥款分配給誰，其他人都會生他的氣，他最終將這筆錢獎勵給了自己，用於購買一台高功率激光器。與此同時，壓力很大的伯納黛特下班後開始躲在哈雷的遊戲屋裡，這樣她就有時間獨處休息了。最終潘妮和艾米也加入了。霍華德向雷傑透露，他其實知道伯納黛特一直在躲藏起來，但一直保持沉默，這樣她就可以擁有自己的隱私，他也可以有私人時間。 標題出處: 里安納選擇撥款收益者。 |             |                                                |                 | |                |           |                       |
| 263 | 8           | 圓房的偏差 The Consummation Deviation          | 馬克·森卓斯基   | 故事：查克·洛爾、史提夫·霍蘭德、瑪麗亞·法拉利 劇本：艾力·卡普蘭、安迪·哥頓、亞當·法伯曼                                                                               | 2018年11月8日  | T12.16008 | 12.85                 |
| 亞努想與雷傑發生性關係，但雷傑在先導過程中變得非常緊張，以至於他的選擇性緘默症再次出現。雷傑對亞努坦白，她表示自己很明白，也透露了自己一個不尋常的秘密。第二天早上，他們在淋浴時發生性關係。薛爾登試圖與他的岳父拉里建立聯繫，但拉里對霍華德的魔術印象更深刻，導致嫉妒的薛爾登與岳母福勒夫人共度時光。在發現艾米一直以薛爾登為藉口避開她的母親後，他們建立了聯繫，薛爾登溫和地建議福勒夫人原諒她的女兒，就像他原諒他的妻子一樣。懊悔的艾米邀請全家共進晚餐，薛爾登和福勒夫人繼續因拉里變魔術的無能而建立聯繫。 標題出處: 雷傑無法和亞努一起上床。 |             |                                                |                 | |                |           |                       |
| 264 | 9           | 引文的否定 The Citation Negation               | 克里斯蒂·塞西爾 | 故事：艾力·卡普蘭、塔拉·埃爾南德斯、傑里米·豪 劇本：史提夫·霍蘭德、戴夫·格奇、瑪麗亞·法拉利                                                                           | 2018年11月15日 | T12.16009 | 12.56                 |
| 薛爾登和艾米請里安納來為他們的超不對稱論文研究資料並撰寫引文。在大學圖書館工作時，里安納和雷傑發現了一篇斷言超不對稱毫無價值的俄羅斯論文。里安納不情願地告訴薛爾登和艾米這個消息，他們陷入了抑鬱狀態並且不願離開他們的公寓。與此同時，伯納黛特請丹妮絲教她如何玩《堡垒之夜：空降行动》，這樣她就可以在遊戲中擊敗霍華德。儘管不停訓練後在復賽中輸給了霍華德，但伯納黛特還是陶醉於擊敗“不感興趣的潘妮”。 注意: 劇集結尾的虛榮卡向2018年11月12日去世的史丹·李致敬。 標題出處: 反駁薛爾登和艾米理論的俄羅斯論文。 |             |                                                |                 | |                |           |                       |
| 265 | 10          | 錄像機的照明 The VCR Illumination              | 馬克·森卓斯基   | 故事：史提夫·霍蘭德、史蒂文·莫拉羅、比爾·普拉迪 劇本：瑪麗亞·法拉利、安迪·哥頓、傑里米·豪                                                                             | 2018年12月6日  | T12.16010 | 12.52                 |
| 薛爾登仍然對他和艾米的超不對稱理論被反駁感到沮喪。里安納拿出了薛爾登小時候錄製來鼓舞自己的談話的VHS錄像帶，可是薛爾登的父親在很久以前就用來錄製了一場足球比賽。然而，父親在中場休息時給球隊鼓舞士氣的講話鼓舞了薛爾登，他意識到他和父親的共同點比他以前想像的要多。這導致艾米以另一種方式看待不對稱性和對稱性，他們認為他們的理論可能還有機會。與此同時，伯納黛特找到了霍華德準備試鏡魔法城堡的舊磁帶。伯納黛特堅持讓霍華德實現自己的夢想，並借鑒她自己以前的選美經歷，與他一起為試鏡練習。霍華德最終決定以自己的方式試鏡，並因為不小心毀壞了評判的劳力士手錶而迅速失敗了。 注意: 這一集標誌著伊恩·阿米塔吉飾演的少年時期的薛爾登，蘭斯·巴伯飾演的老喬治·高栢，以及蒙大拿·喬丹飾演的少年時期的小喬治·高栢首次出現在節目中。 標題出處: 薛爾登和霍華德過去的舊VHS錄像帶。 |             |                                                |                 | |                |           |                       |
| 266 | 11          | 彩彈的散射 The Paintball Scattering            | 馬克·森卓斯基   | 故事：瑪麗亞·法拉利、塔拉·埃爾南德斯、亞當·法伯曼 劇本：史提夫·霍蘭德、艾力·卡普蘭、安東尼·德爾·布羅科洛                                                              | 2019年1月3日   | T12.16011 | 12.80                 |
| 薛爾登和艾米的論文取得了巨大的成功，但當西伯特校長不允許薛爾登與艾米一起接受採訪，而艾米則受到所有的關注時，他很不高興。丹妮絲要求斯圖爾特搬進來和她一起住，但他驚慌失措並逃跑了。雷傑為亞努設置了一個門鈴攝像頭應用程序，但卻看到她招呼她的前男友。在一場彩彈比賽中，所有不和的夫妻和情侶都爭吵起來，雷傑說他不能信任亞努，因為他幾乎不認識她，亞努則反問為什麼他們還要舉行婚禮。斯圖爾特通過給丹妮絲和路威茲家的鑰匙來與她和好如初。薛爾登試圖與艾米一起接受一次採訪，但當他被問及早些時候反駁他們理論的俄羅斯科學家時，他馬上離開了。 標題出處: 大夥們參加的彩彈比賽暴露了情侶之間的問題。 |             |                                                |                 | |                |           |                       |
| 267 | 12          | 繁衍的提議 The Propagation Proposition         | 馬克·森卓斯基   | 故事：查克·洛爾、史提夫·霍蘭德、傑里米·豪 劇本：瑪麗亞·法拉利、戴夫·格奇、艾力·卡普蘭                                                                                 | 2019年1月10日  | T12.16012 | 13.53                 |
| 潘妮遇到了她的前男友扎克，扎克通過出售公司而變得富有，現在娶了一個同樣愚蠢的女人，名叫瑪麗莎。扎克邀請里安納和潘妮在他們的船上共進晚餐。扎克透露自己不育，他和瑪麗莎請求里安納捐出他的精子，這樣他們就可以生孩子了。里安納很受寵若驚，但潘妮覺得這令人毛骨悚然。里安納說既然潘妮決定不想生孩子，這樣他應該能被允許幫助另一對夫婦解決孩子的問題。薛爾登建議里安納考慮一下這可能對他造成的情感傷害。里安納告訴潘妮如果她反對，他就不會幫助扎克和瑪麗莎；而潘妮則說她會支持里安納做出的任何決定。與此同時，雷傑試圖追回亞努，但亞努指出他只是想像他的朋友一樣結婚；雷傑則指出她也只是在尋找速婚。雷傑向亞努承認他真的很喜歡她，他們決定從約會重新開始他們的關係。 標題出處: 扎克和瑪麗莎請求里安納捐出精子成為他們孩子的父親。 |             |                                                |                 | |                |           |                       |
| 268 | 13          | 確認的極化 The Confirmation Polarization       | 馬克·森卓斯基   | 故事：艾力·卡普蘭、安迪·哥頓、安東尼·德爾·布羅科洛 劇本：史提夫·霍蘭德、瑪麗亞·法拉利、塔拉·埃爾南德斯                                                                | 2019年1月17日  | T12.16013 | 13.32                 |
| 來自芝加哥的兩位物理學家奇雲·坎貝爾博士和格雷格·彭伯頓博士意外地證明了薛爾登和艾米的超不對稱理論。這使薛爾登和艾米有望獲得诺贝尔奖，但里安納指出諾貝爾獎傾向於頒發給能夠證明概念的實驗科學家，而不是像薛爾登這樣提出概念的理論家。與兩位芝加哥物理學家會面時，他們告訴薛爾登他們願意分享諾貝爾獎，但提交的提名名單中只能有三個名字，他們想把艾米刪掉。艾米不想阻止薛爾登畢生的夢想，但薛爾登去找西伯特校長，西伯特校長同意代表他們為艾米爭取提名。與此同時，伯納黛特的藥物已經獲批，她想提拔潘妮領導營銷團隊。潘妮拒絕了，她知道伯納黛特在工作中的態度，並擔心她自己缺乏承擔責任的經驗，但伯納黛特使用逆向心理學讓潘妮接受這份工作。潘妮重現了伯納黛特指揮其他員工的指揮風格，給伯納黛特留下了深刻的印象。 標題出處: 薛爾登和艾米對他們的理論得到證實的反應，以及隨後他們對艾米可能被刪掉提名的反應的對比。 |             |                                                |                 | |                |           |                       |
| 269 | 14          | 隕石的表現 The Meteorite Manifestation         | 馬克·森卓斯基   | 故事：查克·洛爾、史提夫·霍蘭德、瑪麗亞·法拉利 劇本：艾力·卡普蘭、塔拉·埃爾南德斯、傑里米·豪                                                                           | 2019年1月31日  | T12.16014 | 13.66                 |
| 霍華德和伯納黛特的新鄰居安迪開始使用安裝在陽台上的運動感應泛光燈，這些泛光燈侵占了他們在後涼臺和熱水浴缸的隱私。為了調查這些燈是否符合城市法規，霍華德和伯納黛特請薛爾登幫助他們完成文書工作，但他發現他們自己的涼臺也不符合法規。薛爾登考慮舉報他們，但他最終選擇了友誼而不是規則。不過，薛爾登確實舉報了安迪違反財產界限，讓霍華德和伯納黛特能夠再次在後涼臺上享受生活。與此同時，伯特想在雷傑的幫助下切開隕石，且拒絕了里安納使用激光切割的想法。里安納得了流感，夢見自己用激光打開隕石，被外星寄生蟲附身，並吃掉了伯特、雷傑和潘妮。他後來向雷傑和伯特道歉，承認他自己嫉妒。隕石引發瘟疫的可能性嚇壞了斯圖爾特和丹妮絲，他們將其用作生育的前戲，在薛爾登嘗試進來商店時斯圖爾特馬上關閉了店門。 標題出處: 里安納的嫉妒和打開隕石吃掉朋友的噩夢。 |             |                                                |                 | |                |           |                       |
| 270 | 15          | 捐贈的振盪 The Donation Oscillation            | 馬克·森卓斯基   | 故事：比爾·皮禮迪、傑里米·豪、亞當·法伯曼 劇本：史提夫·霍蘭德、戴夫·格奇、瑪麗亞·法拉利                                                                               | 2019年2月7日   | T12.16015 | 13.97                 |
| 里安納告訴扎克和瑪麗莎他將成為他們孩子的父親，但潘妮試圖勾引他，儘管她知道他必須禁慾幾天。潘妮來訪的父親懷亞特指出，潘妮的行為表明她對決定不要孩子的矛盾比她所表現出來的更加大，她承認這一點。懷亞特說無論如何他都會支持她。與此同時，薛爾登和艾米警告里安納關於潘妮的保留意見，並且不允許他養育不屬於他的孩子。里安納決定不捐贈了；他告訴扎克請薛爾登成為捐贈者，但艾米拒絕了。與此同時，霍華德將雷傑取消的告別單身派對變成了乘坐減重力飛機的情侶旅行，儘管他確信伯納黛特會討厭它。伯納黛特試圖找藉口逃避，所以霍華德不參加，迫使伯納黛特經歷其只是為了證明他錯了，儘管她並不喜歡經歷的過程。 標題出處: 里安納決定捐出他的精子，但後來選擇不捐。 |             |                                                |                 | |                |           |                       |
| 271 | 16          | 魔域奇遇的渦流 The D&D Vortex                  | 馬克·森卓斯基   | 故事：史提夫·霍蘭德、瑪麗亞·法拉利、安東尼·德爾·布羅科洛 劇本：艾力·卡普蘭、安東尼·德爾·布羅科洛、塔拉·埃爾南德斯                                                     | 2019年2月21日  | T12.16016 | 13.48                 |
| 威爾·惠頓邀請威廉·夏特纳參加《質子教授》的節目去見薛爾登，薛爾登激動得吐在夏特納身上。薛爾登要去向威爾道歉，卻發現威爾和他的名人朋友（包括夏特納）主持了一個《魔域奇遇》遊戲圈子。男孩們發現斯圖爾特在圈子中並且從未告訴他們，他們恐嚇斯圖爾特並讓他退出。威爾秘密邀請里安納，里安納發現該圈子除了沙特納之外還包括凯文·史密斯、喬·曼根尼羅和卡里姆·阿卜杜勒-贾巴尔。里安納告訴潘妮，潘妮又告訴艾米和伯納黛特，而她們三個女孩都喜歡曼根尼羅。由於這種輕率行為，威爾將里安納踢了出去，並責備男孩們利用他來與其他人建立關係，說成為名人最糟糕的事情之一就是不知道是否有人會喜歡他自己。為了道歉，男孩們邀請威爾在里安納的公寓裡和他們一起玩《魔域奇遇》。但是威爾禮貌地拒絕了他們，並偷偷地與潘妮、艾米、伯納黛特和名人朋友們玩《魔域奇遇》，然後讓女孩們給男孩們發送了一張他們的合照作為報復。 標題出處: 威爾·惠頓的《魔域奇遇》遊戲圈子。 |             |                                                |                 | |                |           |                       |
| 272 | 17          | 大會的估值 The Conference Valuation            | 馬克·森卓斯基   | 故事：查克·洛爾、史蒂文·莫拉羅、艾力·卡普蘭 劇本：史提夫·霍蘭德、瑪麗亞·法拉利、傑里米·豪                                                                             | 2019年3月7日   | T12.16017 | 12.99                 |
| 潘妮和伯納黛特參加了一次製藥大會，伯納黛特的商業對手丹尼試圖招募潘妮。伯納黛特對潘妮正在考慮這個提議感到生氣。在與丹尼的會面中，伯納黛特介入說潘妮是她認識的最好的女推銷員，潘妮因而同意繼續為伯納黛特工作。與此同時，大夥們的其他人使用薛爾登找到的一本書對和路威茲的孩子們進行了簡單的行為實驗。里安納對他的童年充滿了這些實驗感到震驚；儘管他的母親深情地記得和他在一起的時光，但她承認與他的實驗還沒有結束。雷傑認為艾米利用這本書讓薛爾登喜歡嬰兒，薛爾登卻在後來表示他願意生孩子。 標題出處: 潘妮在製藥大會上作為女推銷員被重視。 |             |                                                |                 | |                |           |                       |
| 273 | 18          | 獲獎者的積聚 The Laureate Accumulation         | 馬克·森卓斯基   | 故事：史提夫·霍蘭德、亞當·法伯曼、大衛·薩爾茨伯格（David Saltzberg） 劇本：戴夫·格奇、艾力·卡普蘭、瑪麗亞·法拉利                                                      | 2019年4月4日   | T12.16018 | 12.22                 |
| 坎貝爾和彭伯頓開始為他們的諾貝爾競選活動進行宣傳，包括出現在《艾倫·狄珍妮秀》上。加州理工學院為薛爾登和艾米組織了一次招待會，並聯繫了之前的獲獎者，包括乔治·斯穆特、基普·索恩和弗朗西丝·阿诺德。薛爾登和艾米發現薛爾登過去曾冒犯過他們中的大多數人，二人試圖通過送烤餅乾來獲得他們的好感，但他們都拒絕了。里安納和潘妮說服他們出席招待會，但彭伯頓和坎貝爾破壞了派對。里安納拉住了薛爾登，只讓艾米口頭上抨擊他們。與此同時，由於哈雷怕黑，斯圖爾特和伯納黛特將霍華德在外太空的故事改編成兒童讀物《受驚的小太空人》。霍華德很尷尬，直到伯納黛特說服他通過出版故事來幫助孩子和斯圖爾特的藝術事業。 標題出處: 召集幾位諾貝爾獎獲得者參加薛爾登和艾米的活動。 |             |                                                |                 | |                |           |                       |
| 274 | 19          | 靈感的剝奪 The Inspiration Deprivation         | 馬克·森卓斯基   | 故事：艾力·卡普蘭、瑪麗亞·法拉利、安迪·哥頓 劇本：史提夫·霍蘭德、安東尼·德爾·布羅科洛、塔拉·埃爾南德斯                                                                | 2019年4月18日  | T12.16019 | 11.44                 |
| 因為艾米在招待會的情緒爆發，戴維斯夫人將薛爾登和艾米叫到人力資源部，她告訴她和薛爾登，他們正在破壞自己獲得諾貝爾獎的機會。艾米有機會成為第四位獲得諾貝爾物理學獎的女性，這迫使她成為世界各地女性的榜樣。為了讓自己平靜下來，他們嘗試了感官剝奪箱；薛爾登很喜歡過程，但卻讓艾米的心情變得更糟。薛爾登不知道如何幫助艾米，最終在唱“软软猫咪”時抱著她。新近自信的艾米回到人力資源部，再次獲准參加競選活動，並與戴維斯夫人一起喝酒。與此同時，霍華德買了一輛小型摩托車和雷傑一起騎，就像過去一樣。伯納黛特發現並讓霍華德賣掉該輛摩托車，因為其太危險了。伯特買下了它，並在他的手臂因失事脫臼後最終遇到了一名護士。 標題出處: 薛爾登和艾米進入感官剝奪箱以從諾貝爾獎競選活動中冷靜下來。 |             |                                                |                 | |                |           |                       |
| 275 | 20          | 決定的巨大影響 The Decision Reverberation      | 馬克·森卓斯基   | 故事：史蒂文·莫拉羅、史提夫·霍蘭德、塔拉·埃爾南德斯 劇本：艾力·卡普蘭、瑪麗亞·法拉利、傑里米·豪                                                                       | 2019年4月25日  | T12.16020 | 11.84                 |
| 當潘妮告訴里安納他需要更加自信地為自己做決定時，他開始在小事上站出來對抗薛爾登。里安納的信心使他要求大學支持他的等离子体物理項目。如果大學拒絕，他威脅要辭職，這讓薛爾登和潘妮都感到震驚，他們認為這是一個冒險的職業舉動。薛爾登對自己質疑里安納的決定是否自私感到矛盾，但艾米表示，他擔心里安納的動機這一事實證明他確實關心里安納，而他也承認這一點。西伯特校長拒絕了里安納的項目，但為了不失去里安納，西伯特校長讓他共同領導一個量子纏結項目，里安納為自己感到自豪，而潘妮也很欽佩他。與此同時，雷傑向亞努展示了他的實驗室，並為他在太空中看到的東西提出了一個可能的答案，那就是外星生命。當有人在雷傑的天文台演講中提到這一點時，科學界開始嘲笑雷傑是一個陰謀論者。雷傑指出，科學家在尋找真相時應該考慮所有可能性，然而他的演講讓人們認為他相信尼斯湖水怪。 標題出處: 里安納決定變得更為自信，並威脅要辭職如果大學不支持他的想法。 |             |                                                |                 | |                |           |                       |
| 276 | 21          | 抄襲的分裂 The Plagiarism Schism               | 尼基·洛爾       | 故事：艾力·卡普蘭、瑪麗亞·法拉利、亞當·法伯曼 劇本：史提夫·霍蘭德、戴夫·格奇、塔拉·埃爾南德斯                                                                         | 2019年5月2日   | T12.16021 | 12.48                 |
| 克里普克提供證據證明彭伯頓抄襲了他的論文，這將破壞彭伯頓的職業生涯和獲得諾貝爾獎的機會。薛爾登和艾米決定不公開證據；他們想憑藉自己的價值得獎。里安納偷偷從克里普克那裡得到證據來揭發彭伯頓。薛爾登和艾米將證據交給彭伯頓和坎貝爾，因為他們不想敲詐二人。坎貝爾沒有意識到這一點並感到憤怒，因為他認為彭伯頓的不誠實可能會損害他自己的事業。坎貝爾隨後透露他正勾搭上彭伯頓的前妻，導致兩人爭吵。之後坎貝爾揭露了彭伯頓，讓彭伯頓被解僱。薛爾登和艾米拒絕了醉酒的坎貝爾加入他們團隊的請求。與此同時，伯納黛特告訴霍華德，當年芝士蛋糕工廠的另一位女服務員也被他吸引了，所以她說霍華德得了肝炎來嚇跑她。起初，霍華德很想知道是誰，但他隨後告訴伯納黛特，她是唯一對他重要的人。 標題出處: 彭伯頓博士的抄襲行為破壞了他與坎貝爾博士的合作關係。 |             |                                                |                 | |                |           |                       |
| 277 | 22          | 母親的結論 The Maternal Conclusion             | 克里斯蒂·塞西爾 | 故事：史提夫·霍蘭德、艾力·卡普蘭、傑里米·豪 劇本：瑪麗亞·法拉利、安迪·哥頓、安東尼·德爾·布羅科洛                                                                      | 2019年5月9日   | T12.16022 | 12.59                 |
| 里安納的母親貝弗利來訪，當她對里安納作為大學量子纏結項目的聯合負責人的工作感興趣時，他心情極為愉快。然而，當里安納得知貝弗利只是為了一本新的育兒書做研究而對他好時，他很生氣。里安納準備告訴貝弗利這些年來她是如何讓他失望的，但他選擇接受並原諒她，並原諒自己長久以來的怨恨。貝弗利對里安納原諒了她感到很感動，他們來了一個真誠的擁抱。與此同時，亞努在倫敦獲得了一份工作機會，雷傑準備飛去向她求婚，如果她接受的話就跟隨她去倫敦。霍華德在機場攔住雷傑，說留在這裡會有更好的匹配，並說服他回家。與此同時，斯圖爾特和丹妮絲被她令人毛骨悚然的室友米奇所困擾，而伯納黛特和霍華德厭倦了丹妮絲經常和斯圖爾特在他們家過夜。斯圖爾特決定搬進丹妮絲的公寓，承認他們彼此相愛，同時說服米奇搬出去。 標題出處: 里安納接受了他與母親的關係。 |             |                                                |                 | |                |           |                       |
| 278 | 23          | 改變的常數 The Change Constant                 | 馬克·森卓斯基   | 查克·洛爾、史提夫·霍蘭德、史蒂文·莫拉羅、比爾·皮禮迪、戴夫·格奇、艾力·卡普蘭、瑪麗亞·法拉利、安迪·哥頓、安東尼·德爾·布羅科洛、塔拉·埃爾南德斯、傑里米·豪、亞當·法伯曼 | 2019年5月16日  | T12.16023 | 18.52                 |
| 這一集以本劇十二季的剪輯片段開始，然後流暢地轉換至薛爾登和艾米，他們正熬夜等待諾貝爾委員會的電話。在克里普克打來一個惡作劇電話後，薛爾登和艾米被告知他們因超不對稱的研究成果而獲得了诺贝尔物理学奖。媒體和大學的突然關注讓薛爾登感到困擾，而艾米則對新聞中她難看的照片感到難過。雷傑看到艾米沮喪，因而說服她改頭換面。艾米喜歡她自己的新面貌，但驚慌失措的薛爾登要求她改回來。當薛爾登看到潘妮從新修好的電梯裡出來時，他逃跑了。薛爾登和潘妮去了芝士蛋糕工廠，潘妮告訴薛爾登，改變是生活中唯一不變的事情，薛爾登最終接受了他生活中的變化。在電視上，薛爾登和潘妮看到伯納黛特和霍華德自稱是薛爾登和艾米最好的朋友。雷傑和里安納為艾米辯護，里安納卻不小心破壞了薛爾登的DNA分子模型。在最後，潘妮成功說服薛爾登坐電梯。 標題出處: 潘妮向薛爾登指出，生活中唯一不變的就是改變。 |             |                                                |                 | |                |           |                       |
| 279 | 24          | 斯德哥爾摩綜合症 The Stockholm Syndrome        | 馬克·森卓斯基   | 查克·洛爾、史提夫·霍蘭德、史蒂文·莫拉羅、比爾·皮禮迪、戴夫·格奇、艾力·卡普蘭、瑪麗亞·法拉利、安迪·哥頓、安東尼·德爾·布羅科洛、塔拉·埃爾南德斯、傑里米·豪、亞當·法伯曼 | 2019年5月16日  | T12.16024 | 18.52                 |
| 在薛爾登和里安納花了兩個月時間修復了薛爾登的DNA分子模型後，大家準備飛往瑞典斯德哥尔摩參加諾貝爾獎頒獎典禮。霍華德和伯納黛特緊張地第一次將孩子們留給斯圖爾特和丹妮絲照顧，而雷傑則把他的狗“肉桂”留給伯特照顧。原來潘妮已經懷孕了，但她和里安納一直把消息保密。在飛機上，雷傑遇到了莎拉·蜜雪兒·吉蘭。潘妮經常去洗手間讓薛爾登害怕她生病了。潘妮向薛爾登透露了她的懷孕，但薛爾登並沒有為她感到興奮，而是因為他不會生病而自私地鬆了一口氣。薛爾登更向其他人暴露潘妮懷孕的消息，使里安納感到生氣。在斯德哥爾摩的酒店，孩子們發生的一系列小事讓霍華德和伯納黛特想回家。而令大夥們失望的是，薛爾登仍然不顧他人感受。艾米憤怒地告訴薛爾登他傷了朋友的心，人們（有時包括她）容忍他只因為他不是故意的。每個人都決定留下來參加儀式，雷傑帶來了吉蘭陪同參加。在獲頒獎牌後，艾米鼓勵女孩們追求科學；而薛爾登首先感謝他的家人，然後不朗讀他小時候寫的獲獎感言，並承認他的每個朋友和艾米都是他的另一個家人，逐個肯定他們的成就和答謝他們一直支持他，最後向他們所有人道歉，因為他沒有成為他們應得的朋友。在本集和本劇的最後一個場景中，大夥們在4A公寓裡吃飯（暗示片頭中的最後一幕以及本劇大部分場景），薛爾登和艾米戴著諾貝爾物理學獎獎牌，背景則播放著本劇主題曲《萬物史》副歌的憂鬱原聲版。至此全劇終。 標題出處: 薛爾登認為潘妮在飛往斯德哥爾摩的航班上生病了；參考斯德哥爾摩綜合症。 |             |                                                |                 | |                |           |                       |